# قاسم بن محمد
قاسم بن محمد (به عربی: القاسم بن محمد) نخستین فرزند پسر محمد، پیامبر اسلام، و همسرش خدیجه بود. گرچه تاریخ دقیق تولدش معلوم نیست، باور بر این است که ده یا یازده سال پیش از بعثت محمد به دنیا آمد. به خاطر قاسم بود که محمد به «ابوالقاسم» کنیه یافت. قاسم دو سالش تمام نشده بود که به علت نامعلومی درگذشت. او را در گورستان ابوطالب واقع در مکه دفن کردند.